# ویندولیکر
ویندولیکر نام ترانه‌ای از هنرمند موسیقی الکترونیک بریتانیایی، ریچارد دی جیمز (افکس توئین) است. ویندولیکر در سال ۱۹۹۹ به صورت یک تک‌آهنگ تحت لیبل وارپ رکوردز منتشر شد. این ترانه توانست در جدول تک‌آهنگ‌های بریتانیا به جایگاه ۱۶ام برسد. این بهترین جایگاهی است که یکی از ترانه‌های افکس توئین تاکنون موفّق شده در آن جدول به آن برسد. بعدها، در نظرسنجی‌ای که از هواداران وارپ رکوردز صورت گرفت آن‌ها ویندولیکر را به‌عنوان بهترین ترانهٔ تاریخ وارپ رکوردز انتخاب کردند.